# Francis Ormsby-Gore, 6. Baron Harlech
Francis David Ormsby-Gore, 6. Baron Harlech (* 13. März 1954; † 1. Februar 2016 in Talsarnau bei Harlech, Nordwales) war ein britischer Peer und Politiker der Conservative Party.

## Leben
Francis David Ormsby-Gore, 6. Baron Harlech wurde als jüngerer Sohn von William David Ormsby-Gore, 5. Baron Harlech (1918–1985) und dessen Ehefrau Sylvia Thomas († 1967) geboren. Er hatte vier ältere Geschwister, einen Bruder und drei Schwestern. Sein Vater war von 1961 bis 1965 britischer Botschafter in den Vereinigten Staaten und starb bei einem Verkehrsunfall; seine Mutter verunglückte ebenfalls bei einem Verkehrsunfall.
Ormsby-Gore besuchte die Worth School in Turners Hill in der Grafschaft Sussex. Er arbeitete zeitweise als Schafzüchter und LKW-Fahrer. 1985 erbte er von seinem Vater den Titel des Baron Harlech, of Harlech, in the County of Merioneth in der Peerage of the United Kingdom (1876). Sein älterer Bruder Hon. Julian Hugh Ormsby-Gore (1940–1974) hatte sich im November 1974 das Leben genommen, sodass der Titel des Vaters auf den jüngeren Sohn überging. Seine ältere Schwester Alice Magdalen Sarah, eine Geliebte Eric Claptons, war 1995 an einer Überdosis Heroin gestorben.
1986 heiratete er Amanda Jane Grieve, die Tochter des wohlhabenden Solicitors Alan Thomas Grieve und dessen Ehefrau Anne Dulake, aus London. Aus der Ehe gingen zwei Kinder hervor, ein Sohn (* 1986) und eine Tochter (* 1988). Die Familie lebte in Shropshire und auf dem Familienanwesen in Glyn-Cywarch in North Wales. Die Ehe war durch Ormsby-Gores langjährigen Alkohol- und Drogenmissbrauch überschattet. Die Ehe wurde im August 1998 schließlich geschieden, nachdem Ormsby-Gore von seiner Frau beim außerehelichen Geschlechtsverkehr überrascht worden war. Seine Ex-Frau traf sich später zeitweise mit dem Schauspieler Ralph Fiennes. Mehrfach wurde Ormsby-Gore  in der Folgezeit zu Geldstrafen verurteilt, 1999 wegen Drogenbesitzes und 2001 wegen Trunkenheit im Verkehr. 2003 war Ormsby-Gore in The Mount, Racecourse Road, Oswestry, Shropshire gemeldet. Im Sommer 2010 waren Ormsby-Gore und seine Tochter Tallulah in einen Verkehrsunfall verwickelt, den seine Tochter am Steuer des Wagens bei einem Streit mit ihrem Vater während der Fahrt fahrlässig verursacht hatte. Im März 2011 wurde bekannt, dass Ormsby-Gore, aufgrund seines schlechten Gesundheitszustands, zwangseingewiesen worden war.
Er starb am 1. Februar 2016 im Alter von 61 Jahren in seinem Haus in Talsarnau bei Harlech im nordwalisischen Gwynedd. Eine Leichenschau ergab, dass Ormsby-Gore eines natürlichen Todes gestorben war. Titelerbe ist sein Sohn Hon. Jasset David Cody Ormsby-Gore.

## Mitgliedschaft im House of Lords
Mit dem Tod seines Vaters erbte Ormsby-Gore den Titel des Baron Harlech und den damals damit verbundenen Sitz im House of Lords. Er war seit 26. Januar 1985 formelles Mitglied des House of Lords. Im House of Lords saß er für die Conservative Party. Ormsby-Gore war aktives Mitglied des House of Lords. Im Hansard sind insgesamt 36 Wortbeiträge von ihm im Zeitraum von 1987 bis 1999 dokumentiert. Seine erste Wortmeldung erfolgte im Juli 1987 im Rahmen einer Debatte zum LKW-Kraftverkehr bei der Vorstellung des Innovation in Surface Transport-Berichts eines Sonderausschusses des House of Lords. In der Sitzungsperiode 1997/98 war er an 111 Sitzungstagen anwesend. Sein letzter Wortbeitrag war ein kurzer Einwurf zur House of Lords-Bill im April 1999. 
Er war bis 11. November 1999 Mitglied des House of Lords. Seine Mitgliedschaft endete durch den House of Lords Act 1999.